# Bičurskij rajon
Il Bičurskij rajon (in russo Бичурский район?) è un municipal'nyj rajon della Repubblica autonoma di Buriazia, nella Siberia. Istituito nel 1935, occupa una superficie di 6.201 chilometri quadrati, ospita una popolazione di circa 26.948 abitanti ed ha come capoluogo Bičura.